# Arouca (freguesia)
Arouca era una freguesia portuguesa del municipio de Arouca, distrito de Aveiro. Tenía una extensión de 8,49 km² y una población en 2011 de 3185 habitantes.

## Historia
De fundación galo-celta, convertida en villa romana por Augusto y destruida por los musulmanes en el año 716, en el territorio de Arouca estos sufrieron dos severas derrotas en el marco de la llamada Reconquista, una a manos, nada menos, que del Cid Campeador, y otra infligida por Fernando I de León, que venció al rey de la taifa de Lamego, plaza que conquistó en 1057.
Arouca tuvo carta foral desde 1151, concedida por Afonso Henriques, y luego confirmada por Alfonso II de Portugal y renovada por Manuel I en 1513.
No obstante, la importancia histórica de Arouca se desarrolla a partir de 1220, con el ingreso en su monasterio de D.ª Mafalda, infanta de Portugal y efímera reina consorte de Castilla. Mafalda dio nueva vida a la entonces decadente institución, modesto cenobio fundado en 925, incorporándola a la Orden del Císter, reconstruyendo y ampliando el edificio y obteniendo sustanciosas donaciones, de suerte que a su muerte, en 1256, el monasterio de Arouca era uno de los de mayor importancia en la península ibérica.
La freguesia de Arouca fue suprimida como entidad independiente el 28 de enero de 2013, en aplicación de una resolución de la Asamblea de la República portuguesa promulgada el 16 de enero de 2013 al unirse con la freguesia de Burgo, formando la nueva freguesia de Arouca e Burgo, con sede en la primera.

## Patrimonio
Como resulta del apartado anterior, el principal elemento histórico-artístico de Arouca es su monasterio, aunque este presenta hoy un aspecto muy distinto del que le confirió D.ª Mafalda. Apenas un sillar grabado del siglo X recuerda el primitivo cenobio y los vestigios de un rosetón del siglo XIV es el único resto de lo que fue un gran monasterio gótico.
Lo que contemplamos actualmente es un edificio manierista de los siglos XVII-XVIII, con revestimientos barrocos de talla dorada, del estilo denominado barroco joanino. En su interior destaca la sillería del coro, en talla dorada, con treinta pinturas de escenas de la vida de D.ª Mafalda (beatificada en el siglo XVIII) y de diversos santos, varios de ellos cistercienses. En la plante superior existe un interesante museo de arte sacro.
El monasterio de Arouca impresionó a José Saramago tanto como para dedicarle en su Viaje a Portugal una descripción  que ocupa página y media y que resumimos a continuación:

Está primero la iglesia. No es particularmente notable [...] pero la sillería es magnífica, tanto por la sustancia como por el rigor.[...]Por encima de la sillería suntuosas molduras de talla barroca envuelven pinturas religiosas que, aunque acatando las convenciones del género, merecen atención.
Hay también un órgano setecentista [...] 
En esta tumba de ébano, plata y bronce se encuentra el cuerpo momificado, es decir, incorrupto, de la Beata Mafalda, también aquí llamada Reina Santa Mafalda.[...]
El museo está en el primer piso y tiene maravillas abundantes, tanto en escultura como en pintura. Aquí está este San Pedro, del siglo XV, del que mucho se ha hablado[....] Otra imagen bellísima es la se la Virgen Anunciada, que cruza las manos sobre el pecho y se arrodilla vencida. Y hay unas magníficas esculturas góticas, estas de madera, que representan santos.
Excelente es también la colección de pintura, y aunque el viajero sea particularmente desafecto a los convencionalismos setecentistas, encuentra curioso el enguirlanado figurativo y la retórica figurativa en estas pinturas anónimas que pretenden ilustrar un milagro de la Beata Mafalda [...] Pero donde se clavan los ojos es en las ocho tablas cuatrocentistas que ilustran escenas de la Pasión.
[...]
Todo esto es muy hermoso, los tapices, el Santo Tomé manierista de Diogo Teixeira, los exvotos populares[...] los libros en pergamino iluminados, las platas [...]
Ha acabado la visita. Si puede, volverá el viajero un día al monasterio de Arouca.

Frente al monasterio se levanta el pelourinho, símbolo de la antigua jurisdicción municipal, con fuste cilíndrico, capitel simple y coronado por una esfera armilar, añadido posterior al remate primitivo, compuesto por el capitel con dos escudos reales.